# Pietro Adonnino
Pietro Adonnino (Roma, 6 novembre 1929 – Roma, 22 marzo 2013) è stato un politico e avvocato italiano, esponente della Democrazia Cristiana e parlamentare europeo.

## Biografia
Avvocato patrocinante presso le Magistrature Superiori e la Corte di Giustizia UE, è stato professore presso l'Istituto Universitario Navale di Napoli e la Sapienza - Università di Roma, presidente dell'International Fiscal Association. È stato membro del Consiglio Supremo delle Finanze dal 1995 e presidente dell'Unione delle Camere degli Avvocati Tributaristi.
È stato eletto alle elezioni europee del 1979 per le liste della DC. A Strasburgo ha aderito al gruppo parlamentare del Partito Popolare Europeo - Democratici Europei ed è stato vicepresidente della Commissione per il regolamento e le petizioni; membro della Commissione per i bilanci e della Delegazione per le relazioni con il Giappone.
A seguito del Consiglio europeo di Fontainebleau del 25-26 giugno 1984 veniva incaricato di presiedere un comitato ad hoc incaricato di avanzare suggerimenti per la realizzazione dell'"Europa dei cittadini", cioè per il rafforzamento dell'identità e dell'immagine delle Comunità e avvicinare le istituzioni agli europei. In particolare, il comitato proponeva un sistema elettorale uniforme, di facilitare il diritto di petizione del cittadino, l'istituzione di un difensore civico europeo, il riconoscimento del diritto elettorale attivo e passivo nelle elezioni locali ed europee ai cittadini degli altri Stati membri, di avviare scambi di studenti e di giovani, di incrementare la cooperazione universitaria e istituire un sistema europeo di crediti accademici trasferibili in tutta la Comunità, la creazione di forme di lavoro volontario nel settore dello sviluppo del terzo mondo. Il rapporto fu consegnato al Consiglio europeo nel Giugno 1985 e rappresentò uno dei documenti di lavoro della conferenza intergovernativa che avrebbe redatto l'Atto unico europeo.
Dopo lo scioglimento della DC ha aderito al Partito Popolare Italiano per il quale è stato candidato alla Camera in un collegio uninominale di Roma (per lo schieramento del Patto per l'Italia) nelle elezioni politiche del 1994 senza tuttavia risultare eletto.